# Croix de Chavaux (stanice metra v Paříži)
Croix de Chavaux je nepřestupní stanice pařížského metra na lince 9. Nachází se za hranicemi Paříže na území města Montreuil pod náměstím Place Jacques Duclos.

## Historie
Stanice byla otevřena 14. října 1937 při posledním rozšíření linky, kdy byl otevřen úsek od Porte de Montreuil do Mairie de Montreuil.

## Název
Jméno stanice je odvozeno od bývalého názvu náměstí, pod kterým se stanice nachází. Croix de Chavaux neboli Kříž Chavaux je pomístní název. Slovo „Chavaux“ pravděpodobně vzniklo zkomolením slova „chevaux“ = koně. Na tomto místě se křížilo šest cest vedoucích do Paříže, Rosny-sous-Bois, Bagnolet a Vincennes a stála zde přepřahací stanice pro poštovní spoje. Slovo „kříž“ vzniklo pravděpodobně podle tvaru křižovatky nebo možná podle existence sochy Kalvárie.
Na informačních tabulích je oficiální název stanice doplněn ještě podnázvem psaným malým písmem: Place Jacques Duclos podle zdejšího náměstí.